# Steffi Deparade-Becker
Steffi Deparade-Becker  (* 5. Juni 1954 in Halle (Saale) als Steffi Becker) ist eine deutsche Malerin und Grafikerin.

## Leben und Wirken
Steffi Deparade-Becker absolvierte nach dem Abitur ein Praktikum am Institut für Architekturemail in Thale (Harz) zur Vorbereitung auf ein Kunststudium in Halle. Von 1975 bis 1980 studierte sie an der Burg Giebichenstein Kunsthochschule Halle freie Malerei bei Frank Ruddigkeit, Inge Götze, Günther Rechn, Hannes H. Wagner, Willi Sitte und Henri Deparade, der zu dieser Zeit Assistent bei Hannes H. Wagner war.
1977 heiratete sie Deparade, der ihr wichtige Impulse und Anregungen hinsichtlich ihrer künstlerischen Entwicklung gab. Sie haben einen gemeinsamen Sohn.
1980 machte sie den akademischen Abschluss (Diplom). Ab 1981 war sie Mitglied des Verbands Bildender Künstler der DDR. und arbeitete sie als freischaffende Künstlerin in Halle. Sie war 1983 in Leipzig auf der Ausstellung Kunst und Sport und 1984 in Berlin Junge Künstler der DDR vertreten.
Der künstlerische Weg von Steffi Deparade-Becker begann in den noch akademischen Anfängen als veristische Figuren- und Porträtmalerin. Später entwickelte sich ihr Malstil mehr zu malerisch abstrakten Kompositionen mit anfänglich figurativen Fragmenten, die sich im Laufe der Entwicklung verlieren.
Ende der 1980er Jahre stellte sie gemeinsam mit ihrem Mann einen „Antrag auf ständige Ausreise“ aus der DDR, der zu Ausstellungsverbot und Entfernung sämtlicher Werke aus den öffentlichen Gebäuden führte und mit der Wende hinfällig wurde. Ab 1992 bis 1994 begann sie als Mitarbeiterin des Kulturamtes der Stadt Halle und kümmerte sich um verschollen geglaubte Kunstwerke im öffentlichen Raum.
1995 zog sie mit Deparade, der dem Ruf einer Hochschule folgte, nach Dresden und arbeitet seitdem dort als freischaffende Künstlerin. Von 1995 bis 2010 war sie zusätzlich als Lehrende an Hochschulen in Dresden und Zittau tätig.

## Rezeption
Der Kunsthistoriker Marius Winzeler schrieb in einem Text von 2011:
… „In spannungsvollem Kontrast von monumental wirkenden, malerisch sehr sicher erfassten Akten, Körpern, Körperteilen und architektonischen Zitaten, Flächen, Landschaftselementen entwickelte sich zunächst eine äußerst kraftvolle eigene Bildsprache…die Künstlerin verzichtete schließlich ganz auf die figürlichen Elemente. Zeitgebundenheit und Zeitlosigkeit, Raum an sich, Farbe an sich, Malerei an sich- das sind die neuen Bildinhalte geworden, die sich uns hier und jetzt als Landschaften darbieten .Es sind allerdings keine konkreten und benennbaren Landschaften, es sind mehr Topographien innerer Visionen…“
„Die Bilder von Steffi Deparade-Becker sind nicht zuerst Aussagen über Farbe, Struktur, Kontrast, also mit einem Farbgeschehen allein beschäftigt. Sondern sie nehmen einen ursprünglichen, den besonderen, subjektiven Dialog mit ins Bild, der immer Geschichte enthält, und damit Zeit.“ Kunsthistorikerin Ursula Meyer-Rogge aus einem Text (Katalog von 2011).

## Sammlungen mit Werken Steffi Deparade-Beckers (unvollständig)
- Sammlung Kunstbesitz Sachsen-Anhalt
- Martin-Luther Universität Halle (Saale)
- Sammlung Buna-Werke AG, Halle
- Museum Angerlehner, Thalheim/Wels Österreich
- Sammlung des Kunstarchiv Burg Beeskow
- Sammlung des Kunstarchivs Burg Giebichenstein Kunsthochschule Halle
- Sammlung Honold, Ulm
- Sammlung der sächsischen Landesärztekammer Dresden
- Sammlung Frederic Lehner, Wien

## Einzelausstellungen (unvollständig)
- 1983 Merseburg, Klubgalerie Ernst Heckel
- 1983 Halle, Galerie am Hansering
- 1985 Halle, Galerie Kunst der Zeit
- 1987 Leipzig, Galerie in der Moritzbastei
- 1992 Roth/Nürnberg Schlossgalerie
- 1993 Aschersleben, Galerie im Kunstverein
- 1993 Halle, Galerie der Bezirksregierung
- 1999 Köln, Galerie Ute Mronz
- 2000 Chemnitz, Galerie Rosenkranz
- 2003 Dresden, Galerie Beyer
- 2004 Schwerin/Lübstorf, Kunstverein Schloss–Wiligrad e.V.
- 2004 Berlin, Galerie Lichtblick
- 2006 Schwerin/Lübstorf, Galerie im Kronshof
- 2006 Dresden, Sächsische Landesärztekammer
- 2008 Dresden, Werkstätten-Galerie Hellerau
- 2009 Hamburg/Schenefeld, Galerie im Rathaus, Kunstkreis Schenefeld e.V.
- 2009 Zürich, Artseefeld-Galerie
- 2011 Dresden, Galerie der Kreativen Werkstatt e.V.
- 2011 Zittau, Galerie Kunstlade
- 2011 Saarbrücken/Homburg, Galerie m Beck
- 2012 Zwickau, Galerie im Domhof, Städtische Kunstsammlungen
- 2013 Wien, Galerie Lehner
- 2014 Hannover, Galerie per-seh,
- 2015 Halle, Galerie Zaglmaier
- 2015 Dresden, Sezession 89 e.V., Galerie drei
- 2016 Bautzen, Bautzener Kunstverein

## Ausstellungsbeteiligungen (Auswahl)
(K= Katalog)
- 1984 Halle, Bezirkskunstausstellung
- 1984 Halle, „Atelier I“, Galerie Roter Turm
- 1984 Halle, Galerie Marktschlößchen
- 1984 Leipzig, Messehaus „Kunst und Sport“ (K)
- 1984 Berlin, „Junge Künstler der DDR“, Nationalgalerie im Alten Museum (K)
- 1986 Halle, Bezirkskunstausstellung
- 1986 Halle, „Atelier II“, Galerie Roter Turm
- 1987 Berlin, Galerie am Straußberger Platz
- 1988 Halle, 6 junge Künstler, Galerie Roter Turm (K)
- 1990 Freiburg/Breisgau, internationale Kunstausstellung (K)
- 1990 Berlin, „Künstler-Porträts“, im Ephraim-Palais (K)
- 1991 Halle, Kunstschau Sachsen-Anhalt
- 1991 Halle, Stadtmuseum
- 1992 Schkopau, 6 junge Künstler, Galerie DAA (K)
- 1993 Plovdiv, (Bulgarien), Ausstellung des Kunstvereins Halle e.V.
- 1994 Halle, Zeitkunst-Galerie
- 1994 Halle, Kunstschau Sachsen-Anhalt
- 1994 Halle, Stadtmuseum
- 2002 Salzburg, Galerie Weilinger
- 2008 Wrocław, Städtische Galerie
- 2009 Schwerin, Schloss Wiligrad
- 2009 Berlin, Galerie Artodrome
- 2010 Dresden, Neuer Sächsischer Kunstverein e.V.
- 2010 Schwerin, Kunstverein Schloss Wiligrad
- 2011 Hannover, Galerie per-seh, 4 Künstler
- 2013 Dresden, Galerie drei, 15 Dresdner Künstlerinnen
- 2013 Dresden, Galerie Nütt, „Winterbilder“
- 2013 Meißen, evangelische Akademie „Dresdner Künstlerinnen“, Kreative Werkstatt e.V. Dresden
- 2013 Gütersloh, Kreishaus, „Dresdner Künstlerinnen“
- 2013 Wien, Kunstmesse
- 2013 Schwerin/Lübstorf „Jahresendausstellung“, Schloss Wiligrad
- 2014 Pulsnitz, Ostsächsische Kunsthalle, Ernst-Rietschel-Kulturring
- 2014 Dresden, Galerie der Kreativen Werkstatt e.V., „Zeit-Lebenszeit-Zeitalter“,
- 2014 Wien, „Magie der Stadt“, Urbanität im Spiegel der Malerei

## Bibliografie/Publikationen (Auswahl)
- Katalog: Kunst im Bezirk Halle, 1984.
- LDZ, Halle 1984, „Atelier I“, Text: Barbara Melchert,
- „Freiheit“, Halle, Oktober 1984, Bezirkskunstausstellung Halle, Text: Wolfgang Hütt
- Katalog zur Ausstellung „Junge Künstler der DDR“, Altes Museum, Berlin, 1984.
- Faltblatt Nr.:32, zur Ausstellung , „Steffi Deparade-Becker“, Hrsg.: Kulturbund der DDR, 1985.
- Mappen-Werk: „Atelier II“, Halle, 1986, Hrsg.: VBK-DDR, Text: Thomas Müller
- Katalog: „Figurenbilder“, 1987, Galerie Weißer Elephant, Berlin
- LDZ, Halle, 1987, „Familienbild“, Text: G. Schellhorn
- LDZ, Halle 31. März 1983, Text: Siegfried Hildebrandt
- Bestandskatalog der Martin-Luther-Universität Halle-Wittenberg, Hrsg.: Kustos Ralf-Thorsten Speler
- Katalog zur Ausstellung „Kunst und Sport“, Leipzig, 1987, Hrsg.: VBK-DDR
- LDZ, Halle, 1988, „Sechs junge Künstler“, Text: Gerald Schellhorn
- Katalog zur Ausstellung 1988 „Einblick 2“, Halle, Hrsg.: VBK-DDR, Autor: Henri Deparade, Katalog ,Wir und die Kunst, Hrsg. Wolfgang Hütt, 1988
- Katalog „Kunst aus dem Paulusviertel“, Halle, 1990, Hrsg.: Kunstverein Halle e.V. Hrsg. Hans-Georg Sehrt
- Katalog zur Ausstellung „Künstlerporträts“, Ephraim-Palais, Berlin, 1990.
- Katalog  zur Ausstellung „Hallesche Künstler“ Hrsg.: DAAD, Halle – Buna, 1990.
- Katalog Steffi Deparade-Becker – Malerei, 2002, Hrsg.: S.D.-B., Text: Prof. Henri Deparade
- DNN, „Städtische Bildräume“ 14. Dezember 2003, Text Lisa Werner-Art, Dresden
- DNN, „Neue Dimension“, 27. September 2006, Text Lisa Werner-Art, Dresden
- Ärzteblatt, September 2006, Text Lisa Werner-Art, Kuratorin u. Kulturjournalistin
- Katalog „Festtafel Künstlerinnenrunde II“, 2007, Hrsg.: Kreative Werkstatt e.V., Dresden
- DNN, „Der unendliche Augenblick“, 17. Januar 2008, Text: Karin Weber, Kuratorin, Galeristin
- SAX, Stadtmagazin Dresden, „Fatamorganen“ 2008, Text Heinz Weißflog
- Katalog, Einhundertzehn Jahre Künstlerhaus Dresden-Loschwitz, 2008, Hrsg.: Künstlerhäuser
- Katalog, Steffi Deparade-Becker Malerei 2002-2009, Hrsg.: S.D-B., 2008, 48 Seiten
- Katalog, Steffi Deparade-Becker Grafik, Hrsg.: S.D-B., 2010, 24 Seiten
- Katalog Steffi Deparade-Becker Malerei, Verlag der Kunst, Husum  2011, 48 Seiten, ISBN 978-3-86530-157-4.
- DNN, Dresden, 12. Februar 2011, „Poesie der Möglichkeiten“, Text: Angelika Gütter
- Künstlerlexikon, Deutschland/Österreich/Schweiz, DE-GE De Gruyter Saur-Verlag, 2010/11.
- Katalog Galerie Per-seh, Hannover „Urbs. Vita!“, 2011 Hrsg.: Frank Buchholz, ISBN 978-3-940576-48-4.
- Bestandskatalog der Kunstsammlung der Sächsischen Landesärztekammer Dresden, 2011, Hrsg.: SLÄK Dresden
- Katalog „Kunstsequenzen“, Einblicke in Ateliers Dresdner Künstlerinnen
- Kreative Werkstatt e.V., 2013.
- Katalog, Galerie per-seh, Hannover, „Hinterm Horizont“, Hrsg. Frank Buchholz, 2015, ISBN 978-3-940576-73-6.
- Katalog Museum Angerlehner, A Thalheim/Wels, Hirmer Verlag 2013, ISBN 3-7774-2130-8.